# 香港蘇寧

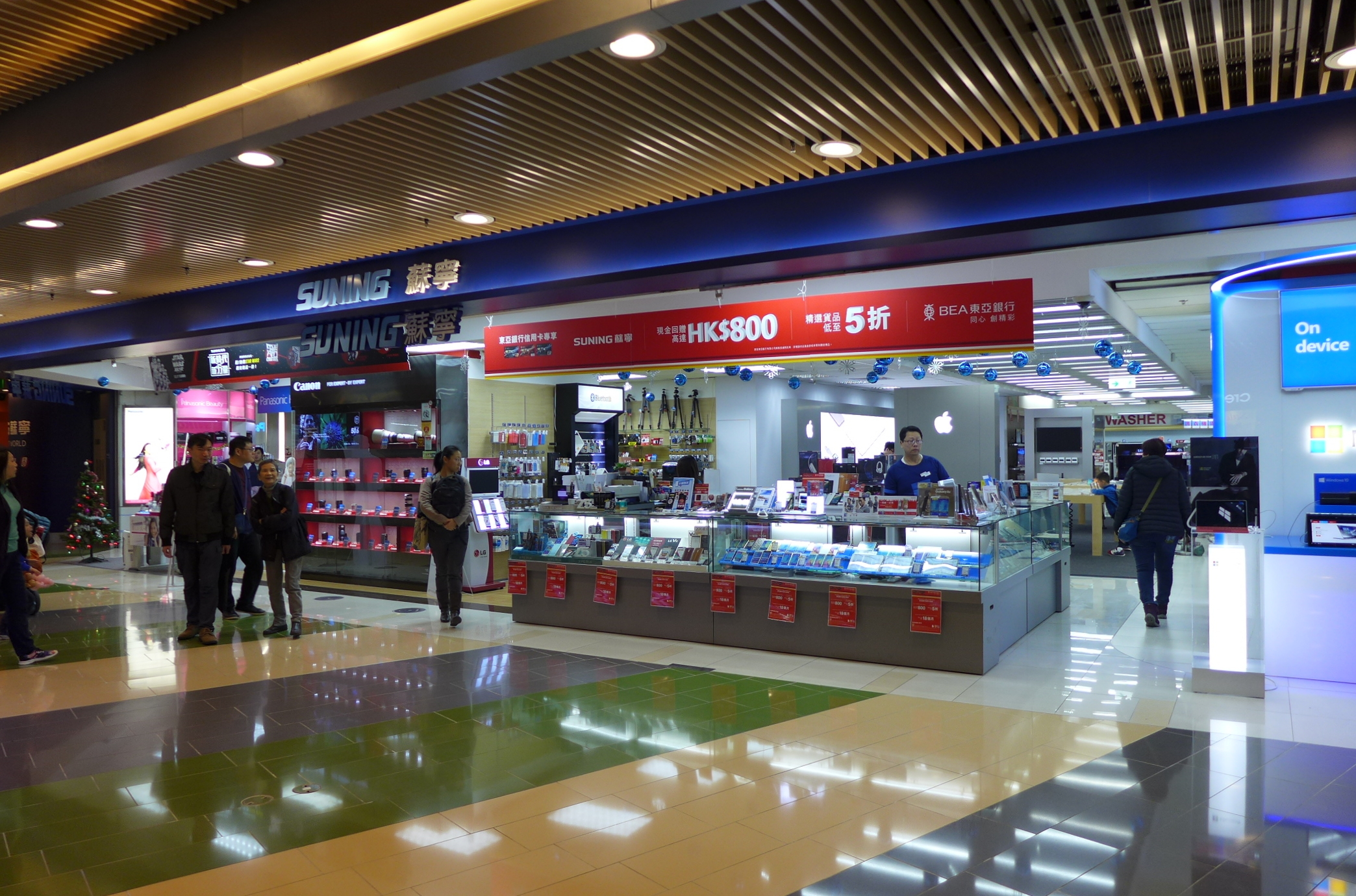
蘇寧MegaBox分店

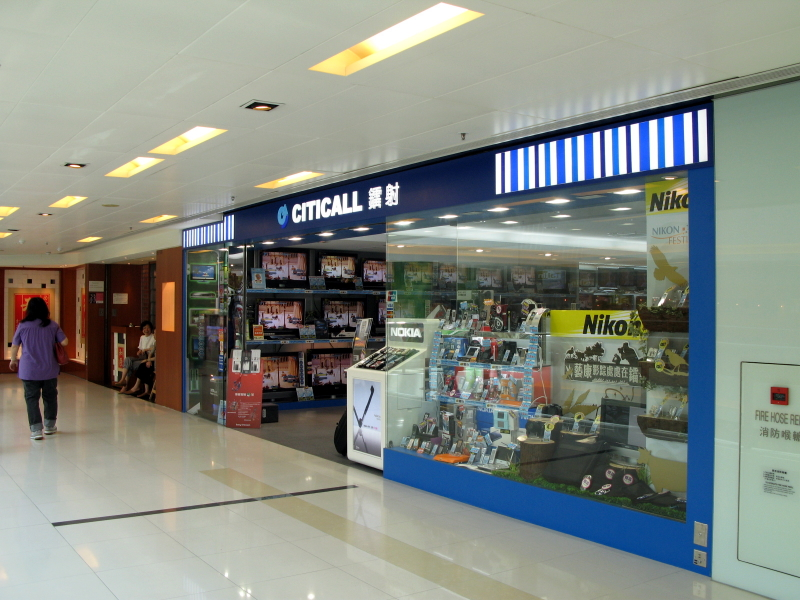
鐳射沙田新城市廣場分店（2007年）

香港蘇寧（英語：Hong Kong Suning；前稱：旺角相機中心、鐳射發展、蘇寧鐳射、香港蘇寧雲商）是蘇寧易購旗下在香港的一間大型電器零售連鎖店。
香港蘇寧是香港電器連鎖店之一，分店數量於2019年一度達28間，旺角及尖沙咀一度擁有有7間分店，現時只餘下兩間分店，全港現時只有18間分店。

## 歷史
2009年12月31日，蘇寧電器宣佈以2.15億港元收購鐳射電器，正式進入香港市場。
集團曾計劃未來3年把鐳射的分店增至50間。。交易完成後，鐳射發展改稱蘇寧鐳射。
2021年11月起，香港蘇寧暫停非電器業務。
2022年6月6日起，香港蘇寧與中國工商銀行（亞洲）有限公司合作推出的 ICBC 蘇寧銀聯雙幣白金卡終止服務。

## 外部連結
- 香港蘇寧官方網站 （页面存档备份，存于）（英文）（繁體中文）（简体中文）

- 香港蘇寧 Facebook 專頁 （页面存档备份，存于）（繁體中文）

- 香港蘇寧 Youtube 頻道 （页面存档备份，存于）（繁體中文）